# Glud Sogn
Glud Sogn er et sogn i Hedensted Provsti (Haderslev Stift).
I 1800-tallet var Hjarnø Sogn anneks til Glud Sogn. Begge sogne hørte til Bjerre Herred i Vejle Amt. Glud-Hjarnø sognekommune blev inden kommunalreformen i 1970 lagt sammen med Skjold Sogn til Glud-Skjold sognekommune. Den blev ved selve reformen indlemmet i Juelsminde Kommune, der ved strukturreformen i 2007 indgik i Hedensted Kommune.
I Glud Sogn ligger Glud Kirke.
I sognet findes følgende autoriserede stednavne:
- Allesgårde (bebyggelse)
- Borg (bebyggelse)
- Borre (areal)
- Borresknob (areal)
- Glud (bebyggelse, ejerlav)
- Glud Håb (vandareal)
- Hundshage (areal)
- Højballe (bebyggelse)
- Jensgård (landbrugsejendom)
- Mosebakken (bebyggelse)
- Neder Sønderby (bebyggelse)
- Nørby (bebyggelse)
- Over Glud (bebyggelse)
- Over Sønderby (bebyggelse)
- Pøt (bebyggelse)
- Skovmølle (bebyggelse)
- Snaptun (bebyggelse)
- Stenvad Gårde (bebyggelse)
- Sønderby Strand (bebyggelse)
- Øster Bisholt (bebyggelse, ejerlav)
- Østrup (bebyggelse, ejerlav)